# Крагуевац (городское поселение)
Крагуевац (серб. Град Крагујевац) — городское поселение в Сербии, входит в Шумадийский округ.
Население городского поселения составляет 174 626 человек (2007 год), плотность населения составляет 209 чел./км². Занимаемая площадь — 835 км², из них 64,4 % используется в промышленных целях.
Административный центр городского поселения — город Крагуевац. Городское поселение Крагуевац состоит из 57 населённых пунктов, средняя площадь населённого пункта — 14,6 км².

## Статистика населения
| Год  | Население, чел. |
| ---- | --------------- |
| 1991 | 175 159         |
| 2001 | 176 059         |
| 2002 | 175 677         |
| 2003 | 175 233         |
| 2004 | 175 209         |
| 2005 | 175 198         |
| 2006 | 174 920         |
| 2007 | 174 626         |